# Madrigueras
Madrigueras er en by og kommune i det sydøstlige Spanien i provinsen Albacete. Den har et indbyggertal på 4.658 (2024) indbyggere.